# Joan Mesquida
Joan Mesquida Ferrando, né le 6 décembre 1962 à Felanitx et mort le 19 octobre 2020 à Palma de Majorque, est un homme politique espagnol, qui fut directeur de la Garde civile et député pour les îles Baléares.